# Černá Hora (Janské Lázně)
Černá Hora (německy Schwarzenberg) je západní část města Janské Lázně v okrese Trutnov. Má vlastní katastrální území Černá Hora v Krkonoších o rozloze 9,76 km2 a je základní sídelní jednotkou. Do 25. listopadu 2009 byla vedena jako evidenční část obce, od té doby se město Janské Lázně již na evidenční části nečlení. Prochází zde silnice II/297. V roce 2001 zde bylo evidováno 58 adres. V roce 2001 zde trvale žilo 198 obyvatel.